# Otakar Haering
Otakar Haering (26. listopadu 1892 Vysočany – 15. října 1951 Praha) byl český spisovatel řady společenských románů, především pro ženy a dívky, a také autor knížek pro děti. Otakar Haering vytvořil postavu Marbulínka, což byl malý nezbedný čertík. Kromě toho psal básně, jako učitel se také zajímal o sportovní zájmy dětí. Byl známý i jako překladatel z francouzštiny.

## Životopisné údaje
Otakar Haering se narodil 26. listopadu 1892 v Vysočanech u Prahy v rodině Maxmiliána Haeringa a Františky Haeringové (rozené Boudníkové) jako nejmladší ze tří dětí. Otakarův otec Maxmilián se narodil na Křivoklátsku v rodině mistra ovčáka na dvoře Karlov v blízkosti Roztok. Maxmilián byl poté zaměstnán jako kreslič v kladenských hutích. Oženil se s Aloisií Pracnou, měli spolu tři děti, které však všechny zemřely buď při porodu, nebo hned v prvních letech života. Nedlouho po porodu posledního dítěte pak zemřela i matka Aloisie. Vdovec Maxmilián se oženil s Františkou Boudníkovou, přestěhoval se do Prahy a přijal zaměstnání v 1. Českomoravské továrně na stroje ve Vysočanech.
Rodina, v níž se narodil a byl vychováván Otakar Haering, patřila mezi vzdělané pražské vrstvy. Např. jeho strýc František Adolf Hering byl ředitelem a prokuristou Ringhofferových závodů na Smíchově. I Otakarův otec Maxmilián měl ve vysočanské Českomoravské továrně na stroje dobré postavení. Otakarův starší bratr Julius Haering byl vrchním technickým radou Elektrických podniků hl. m. Prahy. Rodina měla aktivní vztah k dobročinným organizacím. Otec Maxmilián byl např. ředitelem chudinského ústavu v Bubenči, bratr Julius byl místopředsedou ústředí známého spolku Komenský.

## Učitelská dráha
Otakar Haering vystudoval C.K. Český ústav ku vzdělávání učitelů v Praze, který ukončil s vyznamenáním 9. 7. 1912. Měl oprávnění působit jako učitel na veřejných obecných školách s českým vyučovacím jazykem. Nejprve působil od 13. 10. 1912 do 31. 8. 1914 jako pomocný učitel v obecných školách na okrese Brandýs n. L. (Skorkov, Šestajovice, Sluhy). Od 1. 9. 1914 pak působil na pražských obecných školách.
Dne 8. listopadu 1919 se v Praze oženil s Boženou Archmannovou (1901–1953).
Pracoval jako učitel v chlapecké obecné škole v Biskupské ulici v Praze 2, ve škole U Trojice, ve 2. obecné dívčí škole v Dejvicích, a posléze i jako ředitel v 1. obecné chlapecké škole v Dejvicích, nám. Svobody. Jeho posledním zaměstnáním byla v roce 1949 7. základní škola v Holešovicích, kde působil jako ředitel. Během krátké doby však byl z politických důvodů suspendován a až do svého odchodu do důchodu v září 1950 zde pracoval jako učitel se sníženým úvazkem ze zdravotních důvodů. Od svého mládí bydlel v pražské Bubenči v blízkosti Letné a Stromovky.
Otakar Haering těžce nesl změny, které přinesl únor 1948. Byl obviněn pro zločin přípravy úkladů z důvodu nepřátelství k lidově demokratickému zřízení dle par. 2, odst. 1. zákona č. 50/25 Sb. Dne 10. 12. 1949 byl odsouzen k nepodmíněnému trestu dvou let těžkého žaláře, peněžité pokutě, propadnutí třetiny majetku a ztrátě čestných práv na dobu 5 let. Avšak v roce 1964 Prezidium Nejvyššího soudu zjistilo, že došlo k chybnému postupu soudních orgánů, a původní rozsudek, vč. vynesených trestů, zrušil. Otakar Haering byl poté posmrtně rehabilitován.
Otakar Haering zemřel 15. 10. 1951 v Praze.

## Spisovatelská dráha
Jeho spisovatelská činnost je ponejvíce svázána s nakladatelstvím Zmatlík a Palička, které sídlilo v blízkosti pražské Letné. Otakar Haering se stal od roku 1931, kdy mu v tomto nakladatelství začaly vycházet první romány, členem skupiny kmenových autorů, a odpovídal za vydávání titulů tzv. „odpočinkové“ literatury. Během svého působení u nakladatele Zmatlíka, tedy mezi léty 1931 až 1948, zde jako autor vydal 75 titulů. Jenom v samotném roce 1931 to bylo 12 titulů a v roce 1932 10 titulů. V dalších letech se „tempo“ jeho autorské práce poněkud zvolnilo. Po skončení druhé světové války pak vydal ještě tři tituly, ale rokem 1948 víceméně skončila jeho autorská dráha. Je to vcelku pochopitelné, protože jednak po únoru 1948 přestalo fungovat Zmatlíkovo nakladatelství, jednak proto, že tento styl literatury tehdy nebyl žádaný, protože neodpovídal představám tehdejší nové politické garnitury o tom, jak má vypadat literatura pro děti a mládež, ale hlavně proto, že sám byl v roce 1949 z politických důvodů obviněn a uvězněn.
V nakladatelství se Otakar Haering podílel také na vydávání her pro loutková divadla, vydávání obrázkových knížek, případně leporel. Jako autor přispíval rovněž různými články do Malého čtenáře, který patřil ve své době mezi nejznámější české časopisy pro děti, který byl určený „české mládeži českoslovanské pro poučení i zábavu“. Při vydávání tohoto časopisu měli velký podíl pedagogové, což asi oslovilo i Otakara Haeringa.
Ve 30. letech začalo vydávat nakladatelství několik sérií, např. s názvy „Knihovna šťastných dívek“, „Levné svazky pro dívky“, „Chlapecká knihovna“, „Dobrodružné romány“ apod. Hlavní přispěvatelé byli většinou opět kmenoví autoři nakladatelství. Významnou část jeho autorské tvorby představovaly romány pro dívky a mladé ženy. Charakteristické jsou např. názvy: Alenčiny prázdniny v pensionátě, Anička a její teta, Bez lásky nelze žít, Co létem dozrálo, Do nového života, Hana, Hana bojuje o štěstí, Hanička a její družky, Heda, Heda na rozcestí, Hedin životní cíl, Helenčin sen, Helenka, Jarmilka má svátek.
V jeho titulech určených pro nejmenší děti měly patrně největší komerční úspěch příběhy čertíka Marbulínka. Ten měl okolo sebe také svoji partu přátel (sestřička Lucinka, pejsek Fenek a další). Trochu nadneseně by se dalo tvrdit, že to byl jakýsi zárodek českého komiksu. Od roku 1931 tyto příběhy ilustroval reklamní malíř Fráňa Smatek (původním jménem František Smeták), který byl známý tím, že během své kariéry pracoval také na plakátech pro firmu Baťa. Zrození postavy Marbulínka bývá většinou připisováno Otakaru Haeringovi, ale na řadě příběhů se podíleli i další autoři z „dílny“ nakladatelství. Texty psal převážně Otakar Haering, ale později také Jan Zmatlík a Vladimír Watzke. Otakar Haering psal tyto texty ve veršované podobě, později se jeho pokračovatelé uplatnili i s prózou.
Hodnocení spisovatelské dráhy Otakara Haeringa je dost složité, protože při prvním pohledu do seznamu jím vydaných titulů je zřejmé, že jde o literaturu, která by se dnešním kritikům, ale ani čtenářům, nejspíš nelíbila a byla by označena za brakovou. I když ještě i v letech 1992 a dalších byly některé marbulínkovské tituly vydány v nakladatelství Carmen Jiřího Zmožka a v edici Večery pod lampou ve vydavatelství Ivo Železného.